# Peabody (Massachusetts)
Peabody é uma cidade localizada no condado de Essex no estado estadounidense de Massachusetts. No Censo de 2010 tinha uma população de 51.251 habitantes e uma densidade populacional de 1.178,36 pessoas por km².

## Geografia
Peabody encontra-se localizada nas coordenadas 42° 32′ 03″ N, 70° 58′ 11″ O. Segundo a Departamento do Censo dos Estados Unidos, Peabody tem uma superfície total de 43.49 km², da qual 41.99 km² correspondem a terra firme e (3.46%) 1.5 km² é água.

## Demografia
Segundo o censo de 2010, tinha 51.251 pessoas residindo em Peabody. A densidade populacional era de 1.178,36 hab./km². Dos 51.251 habitantes, Peabody estava composto pelo 90.37% brancos, o 2.35% eram afroamericanos, o 0.18% eram amerindios, o 1.87% eram asiáticos, o 0.01% eram insulares do Pacífico, o 3.62% eram de outras raças e o 1.6% pertenciam a duas ou mais raças. Do total da população o 6.27% eram hispanos ou latinos de qualquer raça.